# عیسی‌کند (تووز)
عیسی‌کند (به لاتین: İsakənd) یک منطقه مسکونی در جمهوری آذربایجان است که در شهرستان تووز واقع شده‌است. عیسی‌کند ۱۰۲۹ نفر جمعیت دارد. 